# Bagrilți, Kărdjali
Bagrilți (în bulgară Багрилци) este un sat în comuna Krumovgrad, regiunea Kărdjali,  Bulgaria. 

## Demografie
Componența etnică a satului Bagrilți
     Turci (98,85%)
     Nicio identificare (1,14%)
     Altele (0%)
La recensământul din 2011, populația satului Bagrilți era de 87 locuitori. Din punct de vedere etnic, majoritatea locuitorilor (98,85%) erau turci. Pentru 1,14% din locuitori nu este cunoscută apartenența etnică.